# Петербургский международный экономический форум 2018
Петербургский   международный   экономический   форум   2018 — российское деловое мероприятие (форум) в экономической сфере, прошедшее в Санкт-Петербурге с 24 по 26 мая 2018 года под девизом «Создавая экономику доверия».  Традиционные сроки проведения форума были сдвинуты с июня на май из-за Чемпионата мира по футболу. 
В работе форума приняли участие 17 тыс. человек из 143 стран; самыми представительными при этом являлись делегации США, Японии и Франции. 
Среди высокопоставленных участников форума были: Владимир Путин, президент Франции Эммануэль Макрон, премьер-министр Японии Синдзо Абэ и директор-распорядитель Международного валютного фонда Кристин Лагард.
Было заключено 550 соглашений на общую сумму почти в 2,4 триллиона рублей.
Было подписано 593 соглашения на общую сумму 2,625 трлн рублей (учтены соглашения, сумма которых не является коммерческой тайной).[уточнить]